# La tentación (telenovela)
La tentación era una telenovela argentina producida y dirigida para ATC (hoy Televisión Pública) en 1983. Fue protagonizada por Federico Luppi, Julia von Grolman y María José Demare. Además contó con las participaciones estelares de Elsa Berenguer y Aldo Braga

## Argumento
El libro de Manuel Mujica Láinez tiene como protagonista a Teresa, una mujer que pertenece a la aristocracia. Al quedar viuda, se enamora de Máximo (un hombre de condición humilde), y, a pesar de no contar con el aval de la familia, se van a vivir juntos. Entonces, la mujer hace un testamento legando todos los bienes a su amante. Éste comienza a llevar una relación paralela con una empleada doméstica. Cuando Teresa muere, Máximo busca a la muchacha para decirle que disfrutarán juntos de la fortuna heredada. Pero un determinado hecho lo obliga a tomar una drástica decisión.

## Elenco
- Federico Luppi - Máximo
- Julia von Grolman - Teresa
- María José Demare - María Antonia
- Elsa Berenguer - Clara
- Aldo Braga - Justo
- Miguel Ligero - Padre
- Oscar Martínez - Mariano

## Equipo de producción
- Historia: Manuel Mujica Láinez